# ロシア・ベラルーシ連合国家創設条約
ロシア・ベラルーシ連合国家創設条約（ロシア・ベラルーシれんごうこっかそうせつじょうやく）は、1999年12月8日に、ロシア連邦とベラルーシ共和国との間で調印されたベラルーシ・ロシア連合国家創設の検討協議に関する条約。全部で19の基本項目、計71条の条文からなり、将来の両国の政治・経済・軍事などの各分野での段階的な統合について規定されている。

## 概要
1994年にベラルーシで実施された大統領選挙で当選したアレクサンドル・ルカシェンコはかねてからロシア連邦とベラルーシの統合（ベラルーシ・ロシア連合国家の創設）を目指すなどの選挙公約を打ち出していた。ルカシェンコは1999年12月8日にロシア連邦のボリス・エリツィン大統領との間で、将来の両国の政治・経済・軍事などの各分野においての統合を目指すロシア・ベラルーシ連合国家創設条約を調印した。しかし、2000年にウラジーミル・プーチンがロシア連邦の新大統領として就任すると、ベラルーシのロシアへの事実上の吸収合併を示唆する発言を繰り返すようになったため、ルカシェンコはベラルーシをロシアに吸収合併する形での両国の統合構想に反発するようになり、ユーラシア連合構想はあるもののこれは経済的な統合に留まっており、両国の政治的統合は事実上停滞している。
条約に基づいて、ベラルーシでは連合国家の準備に向けて事業を進めてきた。しかしロシアではそれほど積極的ではなく、例えばベラルーシ発ロシア行きの飛行機が国内線扱いであるのに対し、ロシア発ベラルーシ行きは他国行きと同じ国際線扱いのままであった。
ただし、ロシア連邦とベラルーシ両国の大統領や首相以下の閣僚、議会（国会）の議長らで構成される、連邦国家の最高執行機関である「最高国家会議」や、両国の国会（議会）の議員同士による合同議会などについては、現在も、毎年、定期的に開催されている。

## 連合国家創設条約の主な条項
- 連合国家の最高執行機関は、ロシア連邦とベラルーシ両国の大統領や首相以下の閣僚、両国の議会議長などで構成される「最高国家会議」で、「国家元首」である「最高国家会議議長」（大統領に相当）は 、両国の大統領が交代で務める。
- 連盟国の機関として、二院制の連邦議会（両国の議会の議員から選出される「連邦会議（連邦院）」と、両国国民の有権者から普通選挙で直接に議員を選出する「代表者会議（代表者院）」とで構成）、「閣僚会議」（会議の長である「閣僚会議議長」は首相に相当）と称する連邦内閣、連邦最高裁判所、連邦会計検査院などを設置する。
- 連合国家自体も連合国家構成国も、ともに主権国家（独立国家）としての諸権利を保有する。
- 単一通貨の導入。
- 連合国家構成国の国民は、連合国家構成国と連合国家自体の両方の国籍を保有する。
- 関税を含めた共通の税金制度の導入。
- 両国の統合の進行度を見て、連合国家独自の憲法を制定する。
- 両国のベラルーシ国家国境沿岸軍委員会＝ベラルーシ国家国境沿岸軍、ロシア連邦保安庁国境沿岸部=ロシア連邦国境沿岸軍を統合した超法規的国境沿岸警備機関の設置と編成など。